# The Boss Baby: Wieder im Geschäft
The Boss Baby: Wieder im Geschäft (Originaltitel: The Boss Baby: Back in Business) ist eine US-amerikanische Computeranimationsserie die von Brandon Sawyer entwickelt wurde und von DreamWorks Animation produziert wurde. Sie wurde erstmals 6. April 2018 auf Netflix veröffentlicht. Sie basiert auf dem Kinofilm The Boss Baby aus dem Jahr 2017, der wiederum auf dem Buch von Marla Frazee basiert.
In Deutschland wurde die Free-TV Premiere dieser Serie am 20. Januar 2020 im Disney Channel gefeiert.

## Handlung
Das Boss Baby nimmt seinen Bruder Tim zum Baby Corporation Hauptquartier mit, wo er ihn mit seiner Geschäftswelt vertraut zu machen versucht; den niedlichen Ruf der Babys aufrechtzuerhalten und gegen Hunde und Katzen zu konkurrieren. Mit seiner Hilfe versucht er sein Familienleben und seine Arbeit unter einen Hut zu bringen.

## Synchronisation
Die deutschsprachige Synchronisation entsteht nach den Dialogbüchern und unter der Dialogregie von Cindy Beier durch die Synchronfirma Interopa Film in Berlin.
| Rollenname                                       | Originalsprecher         | Deutscher Sprecher     |
| ------------------------------------------------ | ------------------------ | ---------------------- |
| Theodore Lindsey „Ted“ Templeton Jr. / Boss Baby | JP Karliak               | Stefan Gossler         |
| Timothy Leslie „Timmy“ Templeton                 | Pierce Gagnon            | Jeremy Kindel          |
| Ted Templeton Sr.                                | David W. Collins         | Karlo Hackenberger     |
| Janice Templeton                                 | Hope Levy                | Ulrike Stürzbecher     |
| Jimbo                                            | Kevin Michael Richardson | Robert Louis Griesbach |
| Staci                                            | Alex Cazares             | Cathlen Gawlich        |
| Die Drillinge                                    | Eric Bell Jr.            | Oskar Hansch           |

## Episodenliste

### Staffel 1
| Nr. (ges.)                                                                                          | Nr. (St.) | Deutscher Titel                                         | Originaltitel                                              | Regie                          | Drehbuch                             |
| --------------------------------------------------------------------------------------------------- | --------- | ------------------------------------------------------- | ---------------------------------------------------------- | ------------------------------ | ------------------------------------ |
| 1                                                                                                   | 1         | Scooter Buskie                                          | Scooter Buskie                                             | Matt Engstrom                  | Brandon Sawyer                       |
| 2                                                                                                   | 2         | Der trojanische Kater                                   | Cat’s in the Cradle                                        | Pete Jacobs                    | Brandon Sawyer                       |
| 3                                                                                                   | 3         | Familienspaßabend                                       | Family Fun Night                                           | Matt Engstrom & Allan Jacobsen | JD Ryznar                            |
| 4                                                                                                   | 4         | Die gepanschte Babymilch: Ein Fall für Dekker Moonboots | Formula for Menace: A Dekker Moonboots Mystery             | Allan Jacobsen                 | Sam Cherington                       |
| 5                                                                                                   | 5         | Kleine Miss Fleischklops                                | Monster Machine                                            | Pete Jacobs                    | Alexandra Decas & Melanie Kirschbaum |
| 6                                                                                                   | 6         | Darm-Alarm                                              | The Constipation Situation                                 | Christo Stamboliev             | Sam Cherington                       |
| 7                                                                                                   | 7         | Der Boss-Sitter                                         | The Boss Babysitter                                        | Allan Jacobsen                 | Alexandra Decas & Melanie Kirschbaum |
| 8                                                                                                   | 8         | Das Katzenhaus                                          | Into the Belly of the Den of the House of the Nest of Cats | Pete Jacobs                    | Alexandra Decas & Melanie Kirschbaum |
| 9                                                                                                   | 9         | Der Firmentag                                           | Spirit Day                                                 | Christo Stamboliev             | Sam Cherington                       |
| 10                                                                                                  | 10        | Babys an Bord                                           | Par Avion                                                  | Christo Stamboliev             | Brandon Sawyer                       |
| 11                                                                                                  | 11        | Katzencop                                               | Cat Cop!                                                   | Pete Jacobs                    | JD Ryznar                            |
| 12                                                                                                  | 12        | Halte durch, Baby!                                      | Hang in There, Baby                                        | Allan Jacobsen                 | JD Ryznar                            |
| 13                                                                                                  | 13        | Sechs gut platzierte Kätzchen                           | Six Well-Placed Kittens                                    | Christo Stamboliev             | Brandon Sawyer                       |
| Am 6. April 2018 wurden alle Episoden der Staffel gleichzeitig weltweit bei Netflix veröffentlicht. |           |                                                         |                                                            |                                |                                      |

### Staffel 2
| Nr. (ges.)                                                                                             | Nr. (St.) | Deutscher Titel                  | Originaltitel                      | Regie              | Drehbuch                             |
| --- | --------- | -------------------------------- | ---------------------------------- | ------------------ | ------------------------------------ |
| 14 | 1         | Windelwechsel                    | As the Diaper Changes              | Pete Jacobs        | Sam Cherington                       |
| 15 | 2         | Die supercoole große Kinder GmbH | Super Cool Big Kids, Inc.          | Allan Jacobsen     | Alexandra Decas & Melanie Kirschbaum |
| 16 | 3         | Simmons stinkt                   | P.U.                               | Christo Stamboliev | JD Ryznar                            |
| 17 | 4         | Pst, kleines Baby                | Hush, Little Baby                  | Pete Jacobs        | Brandon Sawyer                       |
| 18 | 5         | Die Nacht des Frodarg            | Night of the Frodarg               | Allan Jacobsen     | Sam Cherington                       |
| 19 | 6         | Auf der Flucht                   | Fugitive’s Day Out                 | Christo Stamboliev | Brandon Sawyer                       |
| 20 | 7         | Marisol sattelt um               | El Apasionado Negocio de la Niñera | Pete Jacobs        | Alexandra Decas & Melanie Kirschbaum |
| 21 | 8         | Plüschi-Püppi                    | Plushythingy                       | Allan Jacobsen     | Megan Atkinson                       |
| 22 | 9         | Töpfchentraining                 | Number One Problem                 | Pete Jacobs        | JD Ryznar                            |
| 23 | 10        | Das perfekte Foto                | Picture Perfect                    | Christo Stamboliev | Sam Cherington                       |
| 24 | 11        | Nochmal von vorn, Tim!           | Play It Again, Tim                 | Allan Jacobsen     | Alexandra Decas & Melanie Kirschbaum |
| 25 | 12        | Forschung und Entwicklung        | Research & Development             | Pete Jacobs        | Sam Cherington                       |
| 26 | 13        | Alt und runzlig                  | Wrinkles & Stinkles                | Christo Stamboliev | JD Ryznar                            |
| Am 12. Oktober 2018 wurden alle Episoden der Staffel gleichzeitig weltweit bei Netflix veröffentlicht. |           |                                  |                                    |                    |                                      |

### Staffel 3
| Nr. (ges.)                                                                                          | Nr. (St.) | Deutscher Titel            | Originaltitel                  | Regie         | Drehbuch                          |
| --------------------------------------------------------------------------------------------------- | --------- | -------------------------- | ------------------------------ | ------------- | --------------------------------- |
| 27                                                                                                  | 1         | Der neue CEO               | Bossa Nova                     | Dan Forgione  | Brandon Sawyer                    |
| 28                                                                                                  | 2         | Die Museumsmission         | The Museum Job                 | Matt Whitlock | Tanner Tananbaum                  |
| 29                                                                                                  | 3         | Gugu Gaga (Der Plapperist) | Ga Ba Goo Ba Ga (The Babblist) | Pete Jacobs   | JD Ryznar                         |
| 30                                                                                                  | 4         | Das Gurren                 | The Coo Chi Coup               | Dan Forgione  | Sarah Katin & Nakia Trower Shuman |
| 31                                                                                                  | 5         | Licht, Kamera, Organigramm | Lights, Camera, Org Chart!     | Pete Jacobs   | Tanner Tananbaum                  |
| 32                                                                                                  | 6         | Dr. Kelvin                 | The Big Break                  | Matt Whitlock | Brandon Sawyer                    |
| 33                                                                                                  | 7         | Das Babygefängnis          | Escape from Krinkle’s          | Dan Forgione  | JD Ryznar                         |
| 34                                                                                                  | 8         | Die Welpenparty            | Puppy Party                    | Pete Jacobs   | Tanner Tananbaum                  |
| 35                                                                                                  | 9         | Mega Fett                  | Mega Fat                       | Matt Whitlock | JD Ryznar                         |
| 36                                                                                                  | 10        | Halloween                  | Halloween                      | Matt Whitlock | Sarah Katin & Nakia Trower Shuman |
| 37                                                                                                  | 11        | Wer ist ein gutes Baby?    | Who’s a Good Baby?             | Dan Forgione  | Brandon Sawyer                    |
| Am 16. März 2020 wurden alle Episoden der Staffel gleichzeitig weltweit bei Netflix veröffentlicht. |           |                            |                                |               |                                   |

### Staffel 4
| Nr. (ges.)                                                                                              | Nr. (St.) | Deutscher Titel         | Originaltitel                 | Regie                              | Drehbuch                          |
| --- | --------- | ----------------------- | ----------------------------- | ---------------------------------- | --------------------------------- |
| 38 | 1         | Gelb 100                | Yellow 100                    | Pete Jacobs                        | Brandon Sawyer                    |
| 39 | 2         | Pyg und Tam             | Pyg & Tam                     | Dan Forgione                       | Sarah Katin & Nakia Trower Shuman |
| 40 | 3         | Konferenzraum B         | Conference Room B             | Matt Whitlock                      | Tanner Tananbaum                  |
| 41 | 4         | Das große Spiel         | Game Plan                     | Pete Jacobs                        | JD Ryznar                         |
| 42 | 5         | Nachteulen              | Night Owls                    | Dan Forgione                       | Sarah Katin & Nakia Trower Shuman |
| 43 | 6         | EBB                     | OCB                           | Matt Whitlock                      | Tanner Tananbaum                  |
| 44 | 7         | Chicago                 | Chicago                       | Pete Jacobs                        | JD Ryznar                         |
| 45 | 8         | Baby Boss               | Baby Boss                     | Matt Whitlock                      | Sarah Katin & Nakia Trower Shuman |
| 46 | 9         | Boom, Baby              | Boom Baby                     | Dan Forgione                       | Phil Binder                       |
| 47 | 10        | Football Mikes Versagen | The Fumbling of Football Mike | Pete Jacobs                        | Tanner Tananbaum                  |
| 48 | 11        | Die Bro-Nummer          | Teambuilding                  | Dan Forgione & Christo Stamboliev  | JD Ryznar                         |
| 49 | 12        | Theo 100                | Theo 100                      | Matt Whitlock & Christo Stamboliev | Brandon Sawyer                    |
| Am 17. November 2020 wurden alle Episoden der Staffel gleichzeitig weltweit bei Netflix veröffentlicht. |           |                         |                               |                                    |                                   |